# Списак летелица произведених у Утви
"Утва" фабрика авиона је основана 5. јуна 1937. године као „Једриличарско друштво Утва - Земун“. Као једриличарско друштво се бавила израдом ваздухопловних једрилица. Име је добила по птици утви златокрилој из породице патака, и већина летелица произведених у њој носиће имена птица. 

## Историјат
- 28. марта 1939. године је име промењено у „Фабрика авиона УТВА - Београд“.
- 1940. године фабрика се преселила у Панчево и име је промењено у „Фабрика авиона УТВА - Панчево“.
- До почетка рата априла 1941. године Утва је произвела 39 једрилица различитих категорија, стране и домаће конструкције. Поред тога, за војно ваздухопловство склопљено је 148 школских авиона немачке производње Бикер Јунгман и један акробатски Бикер Јунгмајстер.
- За време рата се бавила производњом намештаја и није сарађивала са окупатором.
- После рата се бави производњом авиона и ваздухопловних једрилица.

## До сада произведене летелице
| Ред.бр | Назив летелице / авиона      | Намена                  | Број ком | Година       | Конструкција                                            |
| 1      | Комар - једрилица            | ваздухопловна једрилица | 10       | 1933         | Антони Коцјан - лиценца                                 |
| 2      | Врана - клизач               | ваздухопловна једрилица | 1        |              | Антони Коцјан - лиценца                                 |
| 3      | Цеглинг Zö-33 - клизач       | ваздухопловна једрилица |          | 1934- 38.    | Александар Липиш - лиценца                              |
| 4      | Чајка - клизач               | ваздухопловна једрилица | 1        | 1936         | Антони Коцјан - лиценца                                 |
| 5      | Утва М/Ј1 - једрилица        | ваздухопловна једрилица | 1        | 1939         | Миленко Митровић Спирта                                 |
| 6      | Мева - једрилица             | ваздухопловна једрилица | 1        | 1938         | А.Коцјан и Ш.Грзешчик - лиценца                         |
| 7      | Саламандра - једрилица       | ваздухопловна једрилица | 10       | 1938         | Васлав Червински - лиценца                              |
| 8      | Срака - једрилица            | ваздухопловна једрилица | 1        | 1939         | Иван Шоштарић, Војко Хумек                              |
| 9      | Врабац - клизач              | ваздухопловна једрилица | 9 + 150  | 1939; 1946   | Иван Шоштарић                                           |
| 10     | Шева - клизач                | ваздухопловна једрилица | (5); 2   | (1939); 1946 | Иван Шоштарић                                           |
| 11     | Чавка - једрилица            | ваздухопловна једрилица | 4 + 50   | 1940; 1946   | Иван Шоштарић                                           |
| 12     | Орлик - једрилица            | ваздухопловна једрилица | 2 + 6    | 1939; 1947   | Антони Коцјан - лиценца                                 |
| 13     | Бикер Bü 131 - авион         | школски авион           | 148      | 1940/41      | лиценца                                                 |
| 14     | Бикер Bü 133 - авион         | акробатски авион        | 1        | 1940/41      | лиценца                                                 |
| 15     | Червински Делфин - једрилица | ваздухопловна једрилица | 1        | 1941         | Васлав Червински - лиценца                              |
| 16     | Јастреб - једрилица          | ваздухопловна једрилица | 20       | 1948/50      | Иван Шоштарић                                           |
| 17     | Соко - једрилица             | ваздухопловна једрилица | 1        | 1947         | Иван Шоштарић                                           |
| 18     | Ждрал - једрилица            | ваздухопловна једрилица | 10       | 1948         | Ханс Јакобс - лиценца                                   |
| 19     | Ваја - једрилица             | ваздухопловна једрилица | 50       | 1954         | Ханс Јакобс - лиценца                                   |
| 20     | Ласта - једрилица            | ваздухопловна једрилица | 1        | 1955         | Иван Шоштарић                                           |
| 21     | Тројка - авион               | школски авион           | 80       | 1948         | Борис Цијан, Ђорђе Т. Петковић                          |
| 22     | Утва 212 - авион             | школски авион           | 60       | 1950/55      | Љ.Илић, С.Зрнић и С.Поповић,                            |
| 23     | Утва 213 - авион             | школски авион           | 196      | 1950/55      | И.Шоштарићем, С.Ћурићем, С.Маринковићем и М.Дабиновићем |
| 24     | Аеро-3 - авион               | школски авион           | 110      | 1956         | Ђорђе Т. Петковић                                       |
| 25     | Утва 56 - прототип           | спортско туристички     | 1        | 1956         | Б.Николић, Д.Петковић, Ј.Чубрило и Н.Димитријевић.      |
| 26     | Утва 60 - авион              | спортско туристички     | 36       | 1960         | Б.Николић, Д.Петковић, Ј.Чубрило и Н.Димитријевић.      |
| 27     | Утва 65 - авион              | пољопривредни авион     | 66       | 1965         | Б.Николић, М.Дабиновић и С.Цотић                        |
| 28     | Утва 66 - авион              | вишенаменски авион      | 90       | 1968         | Б.Николић, М.Дабиновић и С.Цотић                        |
| 29     | Утва 75 - авион              | почетна обука           | 136      | 1976         | ВТИ, МФБ, Соко и Утва                                   |
| 30     | Ласта - авион                | основна обука           | 36       | 1985/2009    | ВТИ                                                     |
| 31     | Кобац - авион                | школско - борбени       | 1        | 2013         | ВТИ                                                     |